# روژه ژیلبر-لکونت
روژه ژیلبر-لکونت (به فرانسوی: Roger Gilbert-Lecomte) شاعر قرن بیستم میلادی اهل فرانسه است.